# Bellamya monardi
Bellamya monardi е вид охлюв от семейство Viviparidae. Видът е почти застрашен от изчезване.

## Разпространение и местообитание
Разпространен е в Ангола и Намибия.
Обитава пясъчните и скалисти дъна на сладководни басейни и реки.